# Iltut
Iltut z Glamorgan, (łac.) Iltutus, Iltud, Ulltyd (ur. ok. 480, zm. ok. 522) – święty Kościoła katolickiego, walijski propagator życia zakonnego w Brytanii.

## Życiorys
Najstarsze informacje o Iltucie pochodzą z Vita s. Samsonis. Wedle tego źródła na jego działalność miał wpłynąć German z Auxerre w czasie posługi legata papieskiego przez propagowanie cenobityzmu. Był w Brytanii jednym z prekursorów zorganizowanych wspólnotowych form życia zakonnego, po kryzysie wywołanym herezją pelagianizmu. Iltut utworzył klasztor w Llantwit Major, w Walii, który stał się szkołą i powielanym wzorem aż po Armorykę. W słynnej podówczas placówce studia Biblii, gramatyki, retoryki, geometrii i filozofii pobierali książęta, a absolwentami byli między innymi Samson, Gildas, Dawid, Kadok.
Zmarł prawdopodobnie w czasie pielgrzymki do Mont Saint-Michel pod Dol-de-Bretagne. Iltuta z Glamorgan otoczono pośmiertnym kultem w Brytanii, także w Bretanii, a cześć jego pamięci szybko się rozprzestrzeniła.
Jego wspomnienie obchodzone było w Kościele katolickim 6 listopada.